# Departamentul Beni
Beni, câteodată și El Beni, este unul dintre cele nouă departamente din Bolivia, localizat în partea nord-estică a statului (în partea de câmpie). Este al doilea cel mai mare departament din țară ca întindere (după Santa Cruz), având o suprafață 213 564 km2, și a fost creat prin decret pe data de 18 noiembrie 1842 în timpul administrației generalului José Ballivián. Capitala sa este orașul Trinidad.

## Populație
Cu o populație de 425 780 (recensământul din 2012), departamentul Beni este al doilea din stat ca număr de locuitori, după provincia Pando. Deși zona este bogată în resurse naturale, nivelul sărăciei printre locuitori este ridicat, mare parte din cauza absenței unei rețele de drumuri adecvate care să o leagă de restul departamentelor. Cele mai importante activități economice sunt agricultura, tăierea lemnului și creșterea bovinelor.

## Geografie

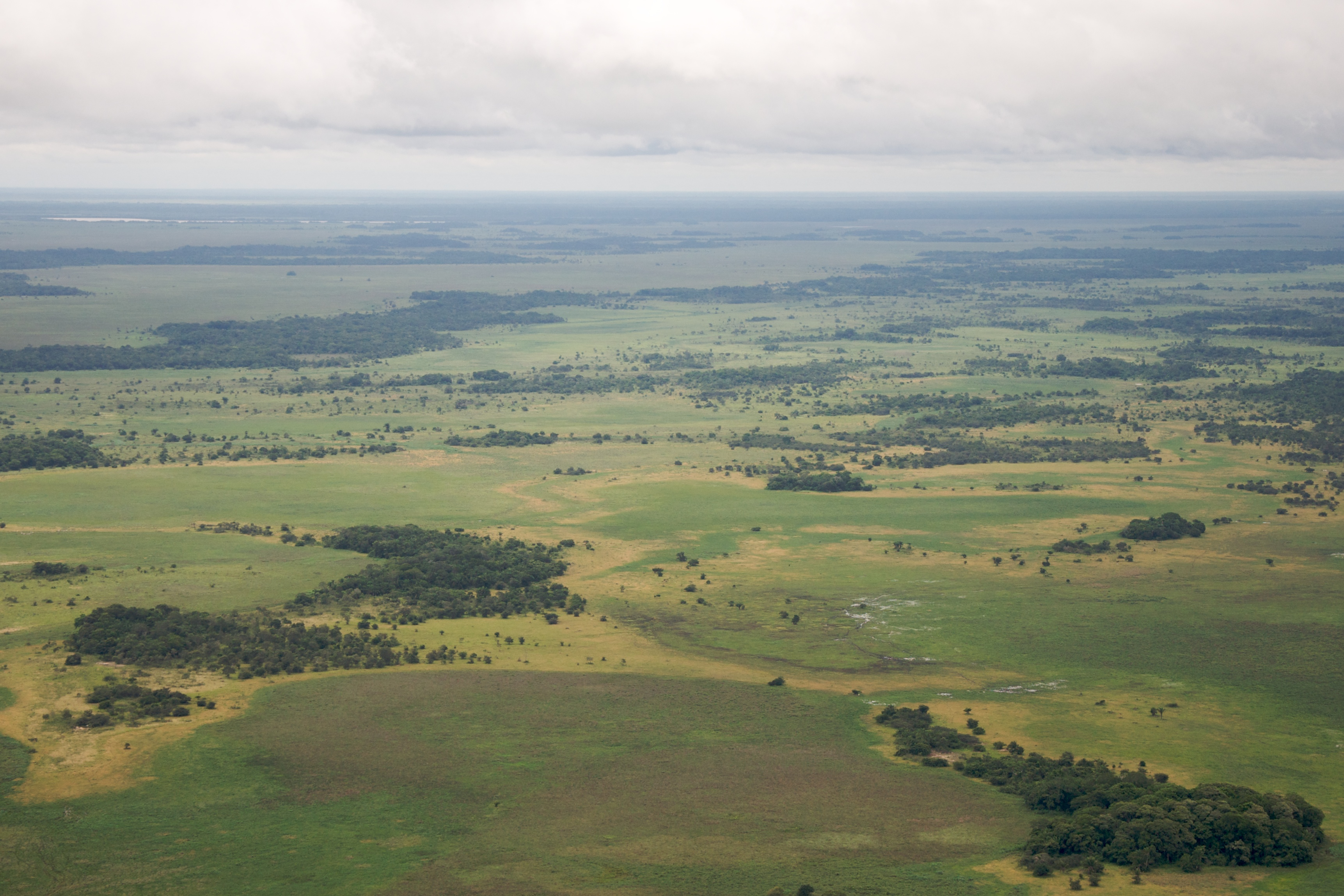
Savana departamentului Beni

Teritoriul departamentului este în mare parte acoperit de păduri tropicale (în special părțile nordice și estice) și de pampas (notabil zona Câmpiei Moxos din sud, apropiată de zonele andine). 

### Climat
Climatul departamentului Beni este unul tropical-umed, cu o predominanță a temperaturilor ridicate.

### Limite
Beni se învecinează cu Brazilia în partea nord-estică, și cu departamentele Santa Cruz la sud-est, La Paz la vest, Pando la nord-vest și Cochabamba la sud.

### Hidrografie
Pe teritoriul departamentului trec multe râuri, toate acestea fiind tributari ai Amazonului. Cele mai mari dintre ele sunt Iténez (sau Guaporé), Mamoré, Madre de Dios, Madera, Yata, Ivón, Machupo, Itonama, Baures, San Martín, San Miguel, San Simón, Negro, Sécure, Yacuma, Maniquí, Ibare și Apere, toate fiind navigabile. 
De asemenea, se găsesc diverse lacuri și lagune. Cele mai importante sunt: Laguna Suárez, Rogagua, Rogaguado, San Luis, San Pablo, Huachi, Huatunas, Yusala, Huachuna, Agua Clara, Ginebra, La Dichosa, Bolivia, Navidad, Las Abras, Larga, Maracaibo și Lacul Aquiles.

## Istoric
Departamentul a fost creat prin decret pe data de 18 noiembrie 1842 în timpul administrației generalului José Ballivián. 

## Diviziuni teritoriale
Departamentul este la rândul său împărțit în opt provincii (în spaniolă provincias), care la rândul lor, sunt împărțite în 19 municipii (în spaniolă municipios) și 41 de cantoane (în engleză cantones)..
| Provincie      | Populație | Suprafață (km2) | Capitală             | Hartă |
| -------------- | --------- | --------------- | -------------------- | ----- |
| Cercado        | 93,276    | 12,276          | San Javier           |       |
| Vaca Díez      | 134,657   | 22,434          | Riberalta            |       |
| José Ballivián | 80,650    | 40,444          | Santos Reyes         |       |
| Yacuma         | 29,397    | 34,686          | Santa Ana del Yacuma |       |
| Moxos          | 23,823    | 33,316          | San Ignacio de Moxos |       |
| Marban         | 15,766    | 15,126          | Loreto               |       |
| Mamoré         | 13,638    | 18,706          | San Joaquín          |       |
| Iténez         | 20,192    | 36,576          | Magdalena            |       |

## Limbi vorbite
Limba dominantă în acest departament este spaniola. Tabelul următor reprezintă numărul de vorbitori din fiecare categorie lingvistică. 
| Limbă               | Departament | Bolivia   |
| ------------------- | ----------- | --------- |
| Quechua             | 8 643       | 2 281 198 |
| Aymara              | 7 910       | 1 525 321 |
| Guaraní             | 396         | 62 575    |
| Alte limbi native   | 16 695      | 49 432    |
| Spaniolă            | 331 547     | 6 821 626 |
| Străine             | 6 512       | 250 754   |
| Doar nativi         | 7 854       | 960 491   |
| Native și spaniolă  | 24 171      | 2 739 407 |
| Spaniolă și străine | 307 680     | 4 115 751 |